# Carpathian Forest
Carpathian Forest (englisch für ‚Karpatenwald‘ oder ‚Karpatischer Wald‘) ist eine Black-Metal-Band aus Sandnes, Norwegen.

## Geschichte
Die Band wurde 1990 von Roger „Nattefrost“ Rasmussen und Johnny „Nordavind“ Krøvel gegründet. Sie veröffentlichten vier Demoaufnahmen. Die Demos genießen in der Black-Metal-Szene Kultstatus. Nach ihrem Demo Journey Through the Cold Moors of Svattjern von 1993 erhielt die Band einen Plattenvertrag beim italienischen Label Avantgarde Music. Dort erschien 1995 zunächst die EP Through Chasm, Caves and Titan Woods und 1998 das Debüt Black Shining Leather.
Auch ihre folgenden Alben, auf denen der Stil weiterentwickelt wurde, erfuhren in der Szene eine überwiegend positive Resonanz. Im Jahr 2000 verließ das Gründungsmitglied Nordavind die Band. 2003 gründete Nattefrost das gleichnamige Soloprojekt, in welchem unter anderem Nordavind als Gastmusiker mitwirkt. Das 2006 erschienene Album Fuck You All!!!! - Caput tuum in ano est hat ein höheres Tempo und ist weniger atmosphärisch. Im Jahr 2009 verließ Terje „Tchort“ Vik Schei Carpathian Forest.

## Stil

### Musik
Rasmussens Einflüsse liegen hauptsächlich im Thrash Metal, Punk und Black Metal der 1980er Jahre. Im Gegensatz zu Dimmu Borgir wird das Keyboard nur sehr dezent verwendet. Vereinzelt finden sich genrefremde Instrumente, beispielsweise eine Akustikgitarre im Lied The Eclipse / The Raven auf der EP Through Chasm, Caves and Titan Woods, ein Saxophon in Cold Murderous Music vom Album Defending the Throne of Evil und Synthesizer im The-Cure-Cover A Forest vom Debütalbum.

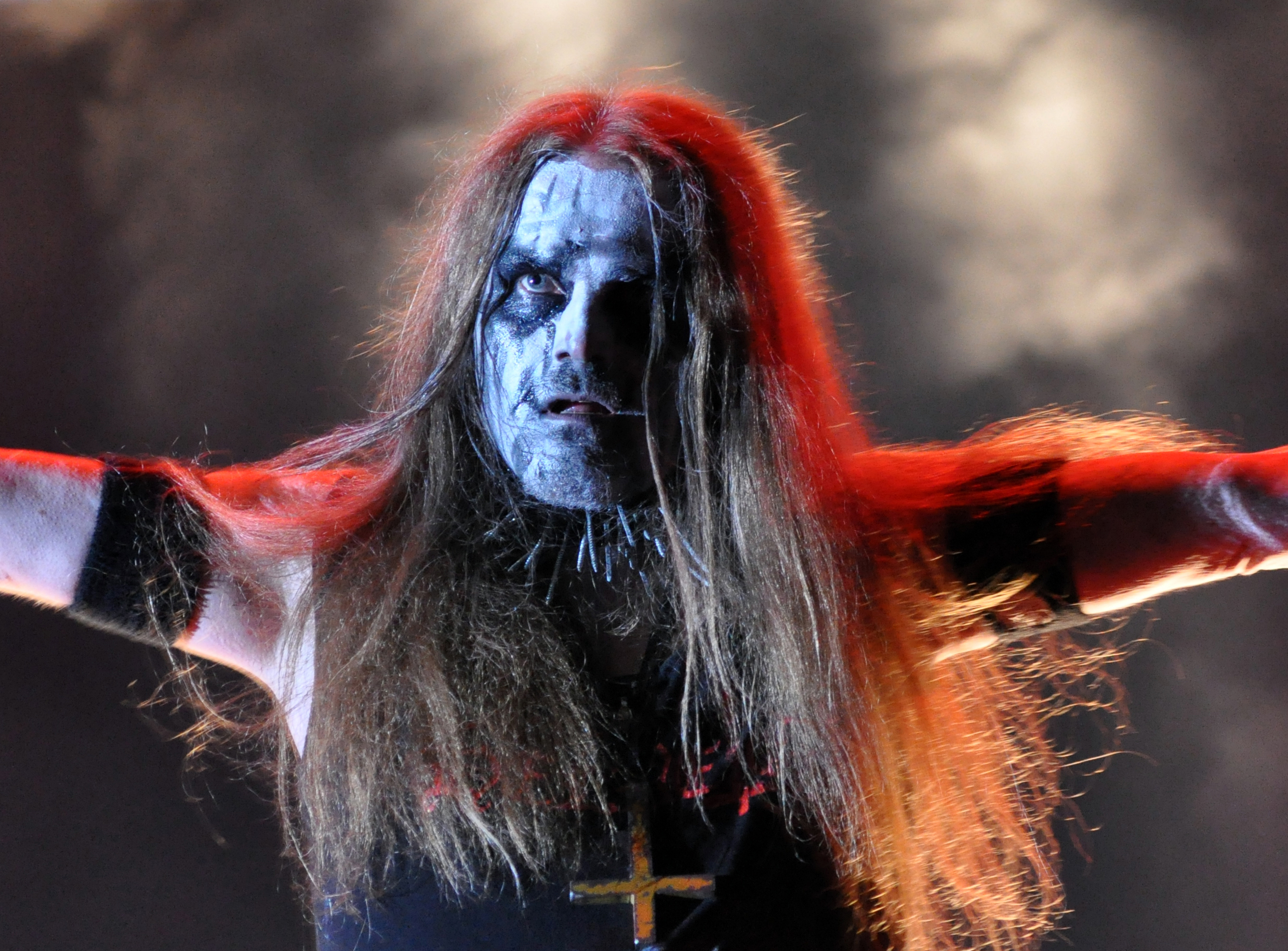
Nattefrost, 2013

### Texte
Die Texte beinhalten satanistische Themen und Sadomasochismus, auf den älteren Alben aber auch Winter und Natur. Allerdings verwendet die Band Satanismus nur als „Transportmittel für die eigentliche Aussage“. Rasmussen bezeichnet Satanismus als „Kinderkram“ und den Black Metal nicht als durch diesen definiert, sondern als Aufruf zur Individualität, „gepaart mit einer Wertschätzung natürlich unserer eigenen Heimat. Jedoch nicht der Menschen, die sie heute bewohnen.“

### Positionen
Nattefrost bezeichnet sich selbst als Nationalist und vertritt die Ansicht, echter Black Metal sei „eine örtlich gebundene Geschichte“ und könne „nur aus Norwegen kommen“. Zudem spricht er sich gegen „Rassenmischung“ aus, gibt aber gleichzeitig an, kein Rassist zu sein, schwarze Freunde zu haben und alle Menschen gleichermaßen zu hassen.

## Diskografie
- 1992: Rehearsal Tape (Demo)
- 1992: Bloodlust and Perversion (Demo)
- 1993: In These Trees Are My Gallows (Demo)
- 1993: Journey Through the Cold Moors of Svarttjern (Demo)
- 1995: Through Chasm, Caves and Titan Woods (EP)
- 1995: Bloodlust and Perversion (Compilation, enthält die letzten drei Demos)
- 1995: Black Shining Leather
- 1995: He’s Turning Blue (Single)
- 2000: Strange Old Brew
- 2001: Morbid Fascination of Death
- 2001: Ghoul auf Originators of the Northern Darkness – A Tribute to Mayhem
- 2002: We’re Going to Hell for This: Over a Decade of Perversions (Compilation)
- 2003: Defending the Throne of Evil
- 2004: Skjend hans lik (Compilation)
- 2004: We’re Going to Hollywood for This – Live Perversion (DVD)
- 2006: Fuck You All!!!! - Caput tuum in ano est

Carpathian Forest auf dem Party.San Metal Open Air 2013
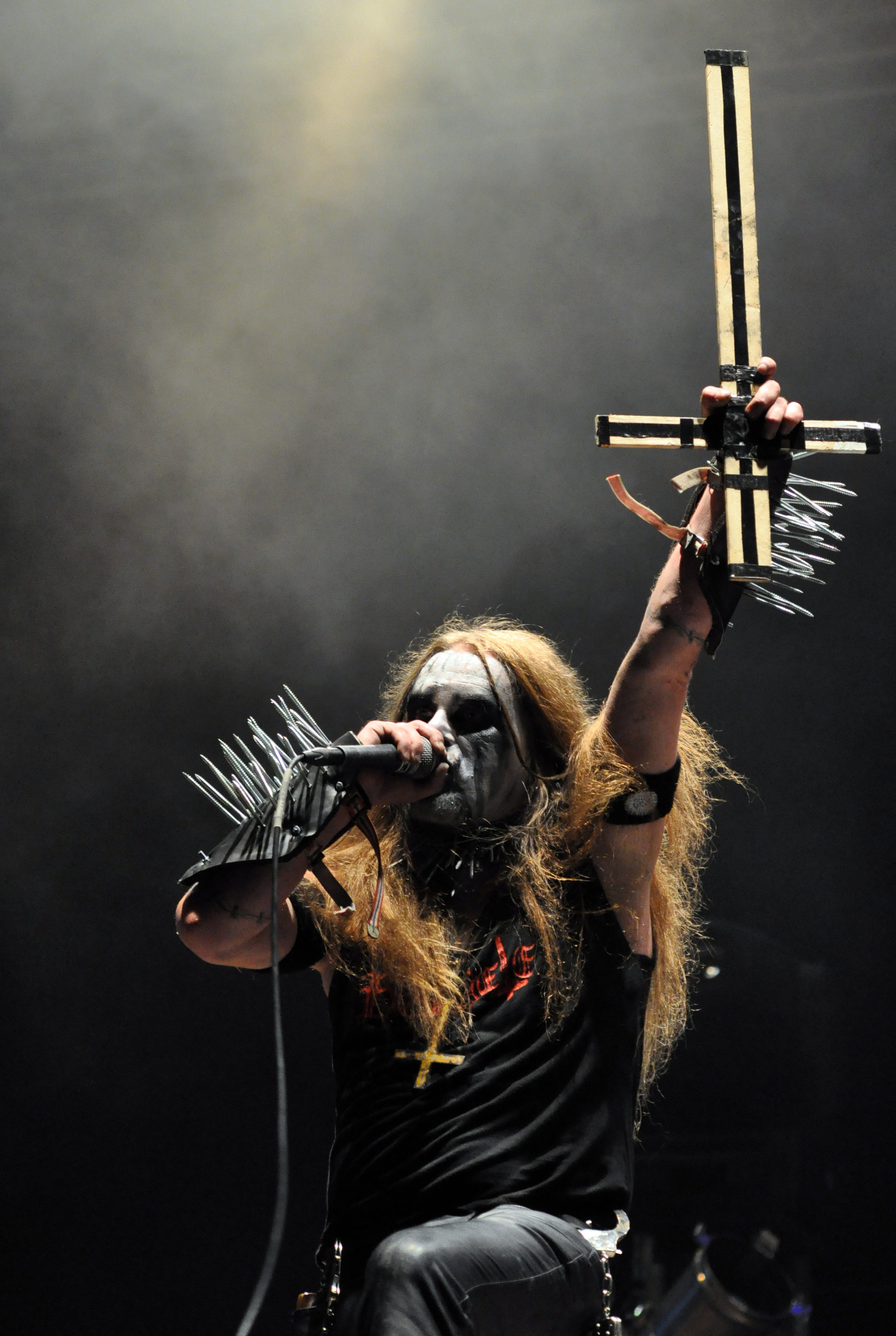
Nattefrost in typischer Pose
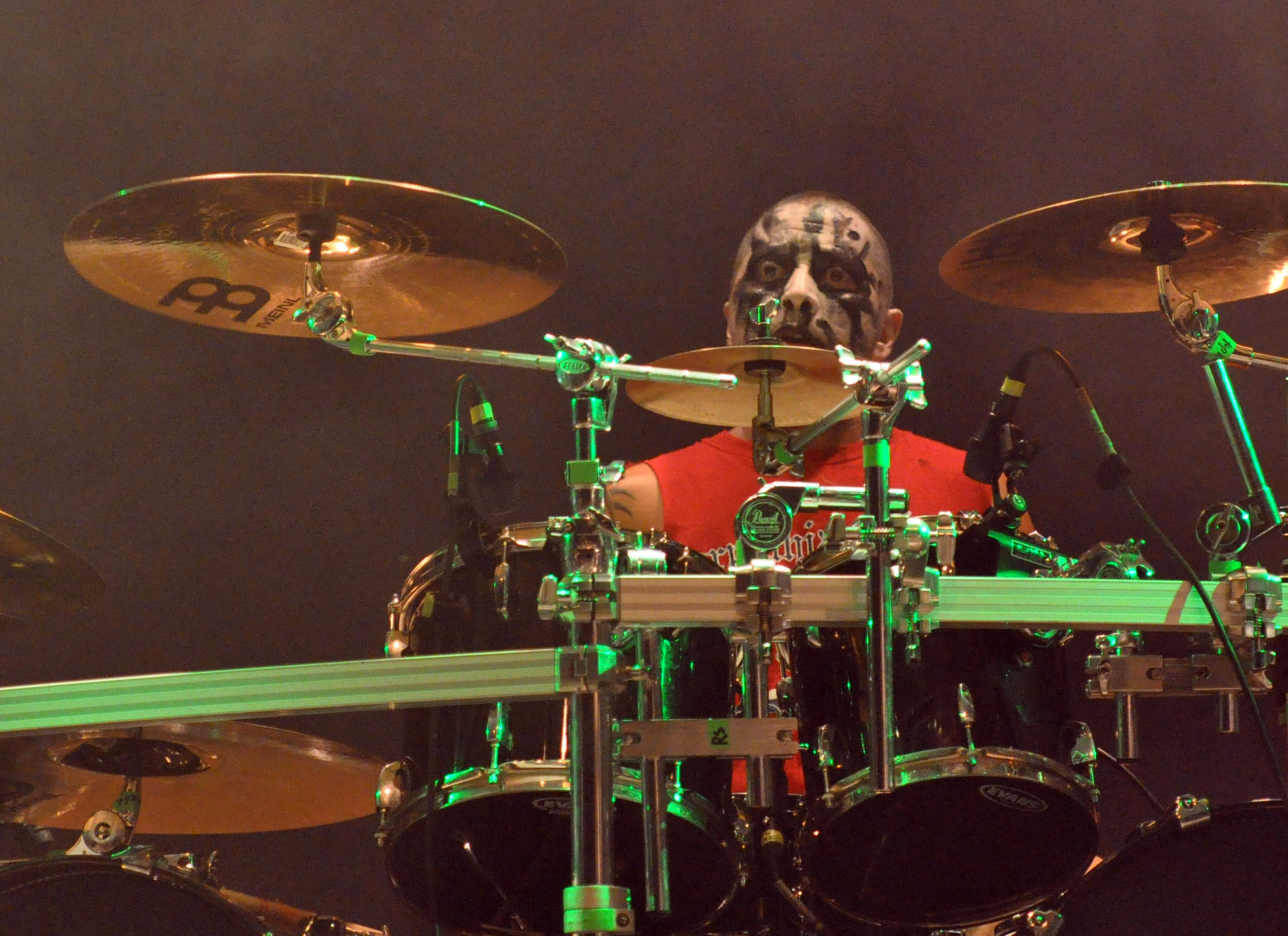
Anders Kobro
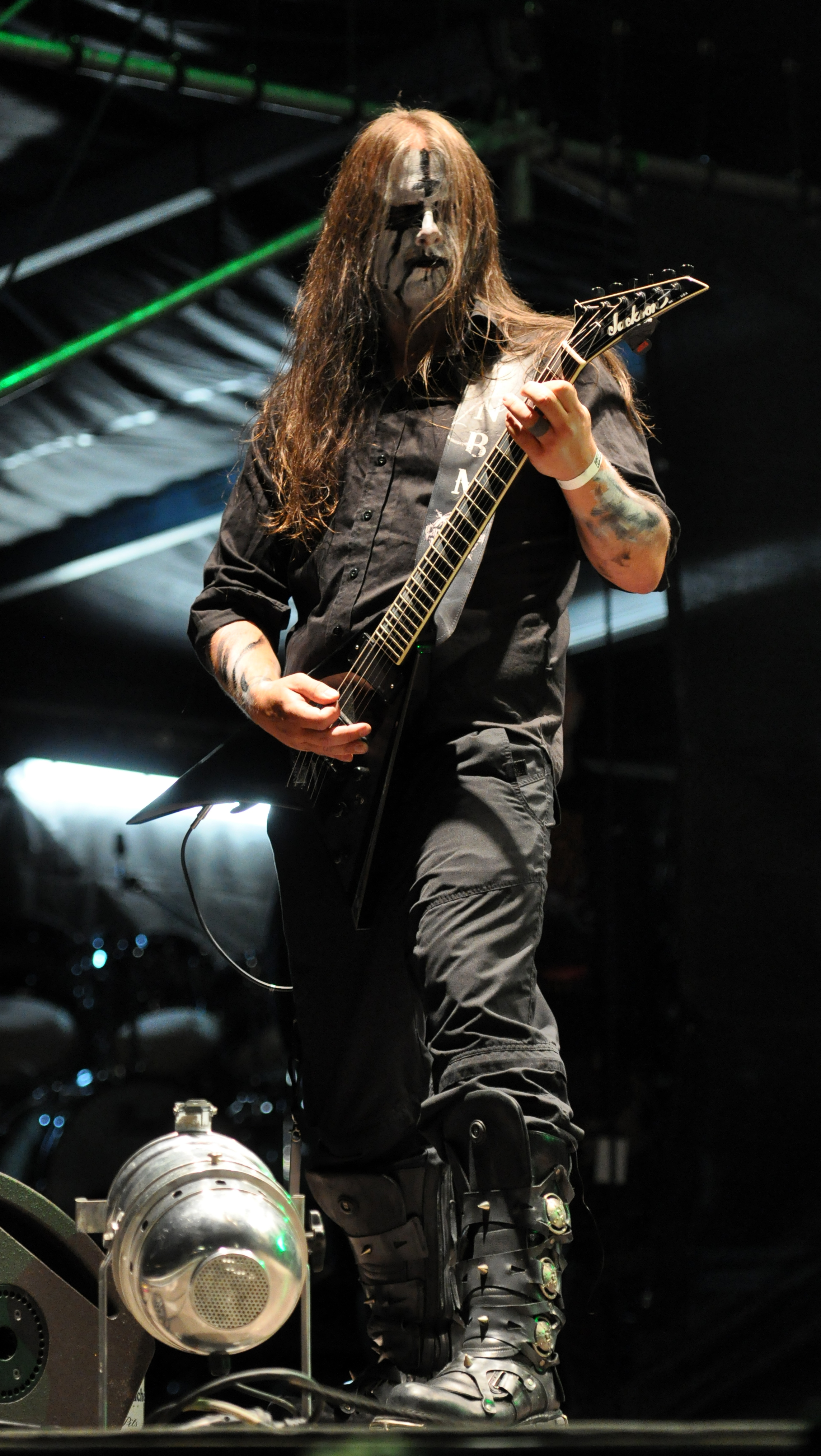
BloodPervertor
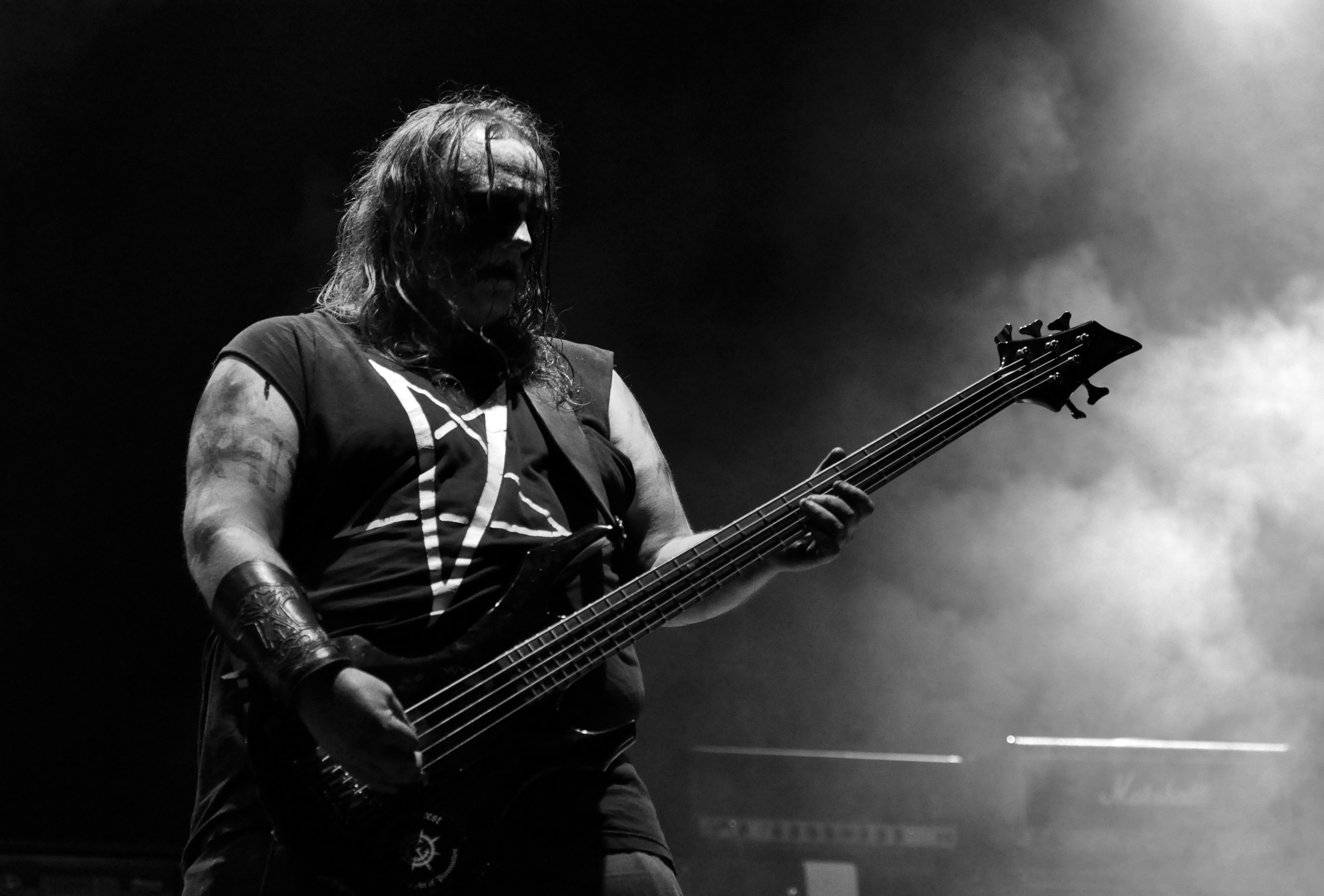
Vrangsinn
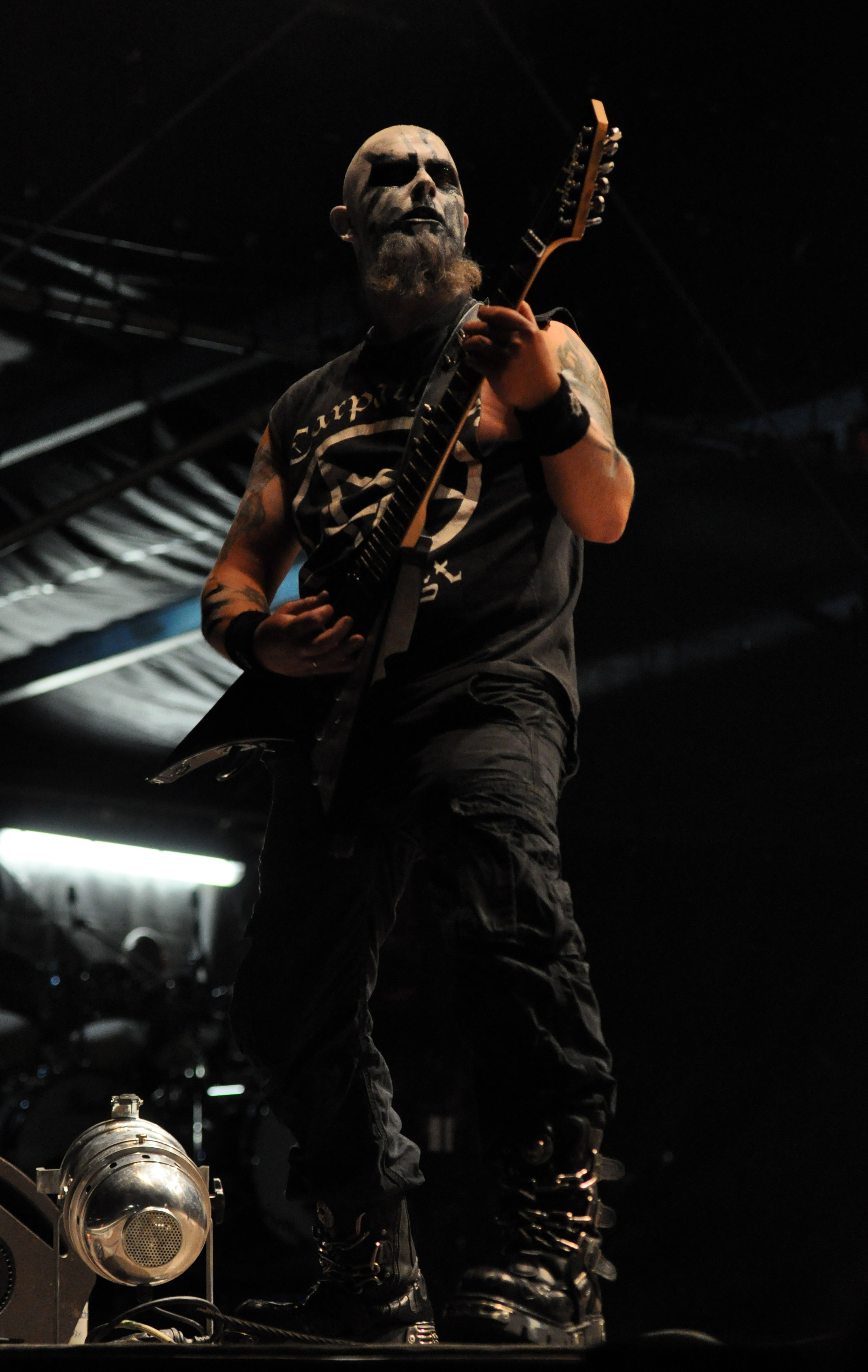
Tchort